# Chelodamus atopus
Chelodamus atopus är en spindeldjursart som beskrevs av R. V. Chamberlin 1925. Chelodamus atopus ingår i släktet Chelodamus och familjen blindklokrypare. Inga underarter finns listade i Catalogue of Life.